# Крафтове броварство

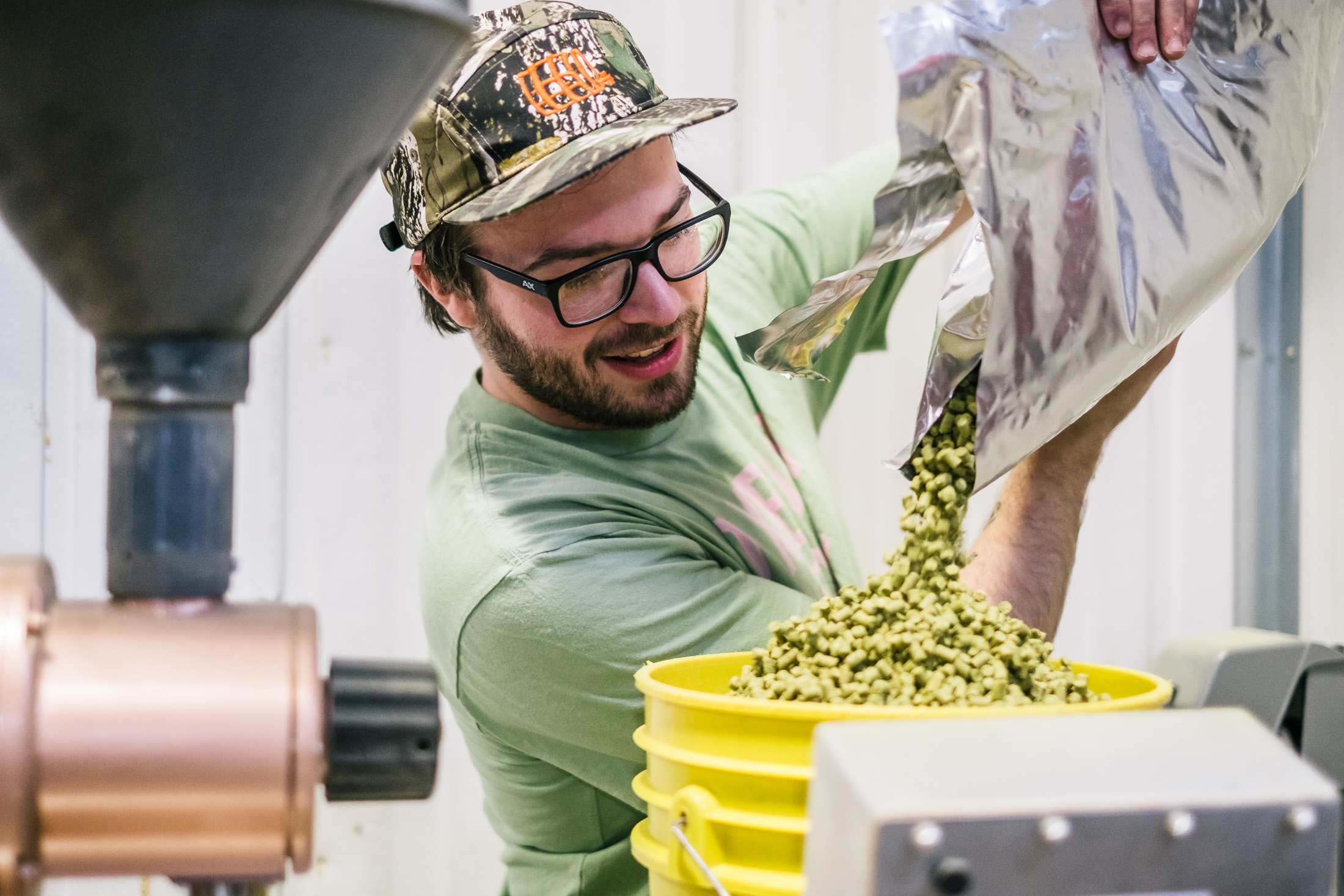
Крафтове пивоваріння в Allagash у Портленді, Мен

Кра́фтове (ремісни́че) брова́рство (англ. craft brewery) — виробництво пива невеликими, як правило, приватними броварнями, що використовують традиційні рецепти і роблять акцент на смаку та якості пива.

## Історія виникнення терміна

### Мікроброварство
Рух мікроброварства (англ. microbrewery) бере свій початок у Великій Британії 1970-х років. Першим прикладом успішної мікроброварні вважається «броварня Личбороу» (англ. Litchborough Brewery), яку заснував у 1974 році Білл Уркхарт (англ. Bill Urquhart) у селі округу Віллінґбро, розташованого в графстві Нортгемптоншир. Уркгарта називають «батьком» крафтового броварства. Мікроброварнями називали підприємства, які виробляли невеликі обсяги пива і здебільшого знаходилися у приватній власності. Такі фірми демонстрували високу гнучкість наданого асортименту продукції, здатність швидко враховувати мінливі побажання клієнтів, а також новаторство й експериментаторство. У 1980-х роках цей термін перекочував до США, де став використовуватися для позначення невеликих пивоварень, які виробляли не більше 15 000 американських барелів пива на рік.
Згодом термін мікроброварство був витіснений терміном крафтове броварство (англ. craft brewery)

### Крафтове броварство
Терміни «крафтове броварство», «крафтова броварня» в тому розумінні, в якому вони існують тепер, вперше почав використовувати пивний оглядач із Сієтла Вінс Коттоне (англ. Vince Cottone) спочатку у своїх колонках у газетах Сієтл Пост-Інтелідженс (англ. The Seattle Post-Intelligencer) та Вашингтон Пост (англ. The Washington Post), а потім і у своїй книзі «Гід доброго пива: броварні та паби Тихоокеанського північного заходу», 1986 рік.
|  | Я застосовую термін “крафтова броварня”, щоб описати невелику броварню, яка використовує традиційні методи та інгредієнти для виробництва безкомпромісного пива ручної роботи, що продається на місцевому рівні. Я маю на увазі це пиво як Істинне пиво, докладне визначення і опис якого наводиться в наступному розділі. Термін “крафтова броварня” застосовується замість кількох інших термінів, які використовувалися останнім часом для опису малих броварень,: «броварня-бутік», який вживає Майкл Джексон у своїй книзі “Кишеньковий довідник по пиву”; «Котедж-броварня», користується попитом у Канаді; та «мікроброварня», термін, прийнятий для більшості американських малих броварень. Я обрав “крафтова броварня” тому, що він краще описує броварні, які ми обговорюємо. Термін «мікроброварня» був умовно визначений як «броварня», що виробляє менше ніж 10000 барелів пива на рік. Але деякі, якщо не більшість, малих броварень Північного Заходу в кінцевому рахунку виробляють більше цієї кількості. І оскільки можливо, щоб мікроброварня була інакшою, ніж крафтова броварня, і навпаки, цей термін є одночасно більш конкретним і більш різнобічним, ніж будь-який з інших. Оригінальний текст (англ.) I use the term Craft Brewery to describe a small brewery using traditional methods and ingredients to produce a handcrafted, uncompromised beer that is marketed locally. I refer to this beer as True Beer, a detailed definition and description of which appears in the following section. The name Craft Brewery is used in lieu of several other terms which have been used recently to describe small breweries,: "boutique brewery," used by Michael Jackson in his Pocket Guide to Beer; "cottage brewery," favored in Canada; and "microbrewery," the term adopted by most American small breweries. I chose Craft Brewery because it better describes the breweries we are discussing. The term "microbrewery" has arbitrarily been defined as "a brewery" producing less than 10,000 barrels of beer annually. But some, if not most, of the Northwest's small breweries will eventually produced more than that amount. And, since it's possible for a microbrewery to be other than a Craft Brewery and vice versa, the term is both more specific and more versatile than any of the others. |

Навесні 1987 року в журналі «Нью-Бревер» (англ. The New Brewer) засновник «Асоціації броварів» (англ. Association of Brewers) Чарлі Папазян (англ. Charlie Papazian) уперше охарактеризував термін «крафтова броварня» як «будь-яка броварня, яка використовує ручне мистецтво і майстерність бровара, щоб створити свою продукцію».
На велике здивування Коттоне термін «крафт», як і сектор американської пивної індустрії, який він намагався описати, дуже стрімко набував широкої популярності. На початку 1990-х кількість крафтових броварень зросла з десятків до сотень. А вже на початку нового тисячоліття почали говорити про декілька тисяч крафтових броварень по всій країні. Натомість термін «мікроброварня», як і інші подібні терміни, поступово вийшов з обігу, як виявилося, розмір не грав значної ролі.
У червні 1995 року в американському штаті Делавер була заснована броварня «Доґфиш Гед Крафт Бруері» (англ. Dogfish Head Craft Brewery), яка фактично першою використала слово «крафт» у своїй назві. А вже у 1996 році головна торговельна група, яка підтримувала малі броварні, змінила назву щорічної Національної виставки-конференції мікроброварства і пабброварства на Конференцію крафтових броварів.

## Крафтове броварство в Україні
2019 року було створено спільноту Craft Beer Club, яка має об'єднати виробників та споживачів.

## Крафтове броварство у світі
Американська Асоціація пивоварів (англ. Association of Brewers) за підсумками першого півріччя 2017 року повідомила, що кількість діючих крафтових броварень у США на 30 червня 2017 становить 5562, це на 906 броварень більше, ніж було у 2016 році. Ще 2739 броварень знаходяться у стадії відкриття.